# Thomas Wagner (Designer)

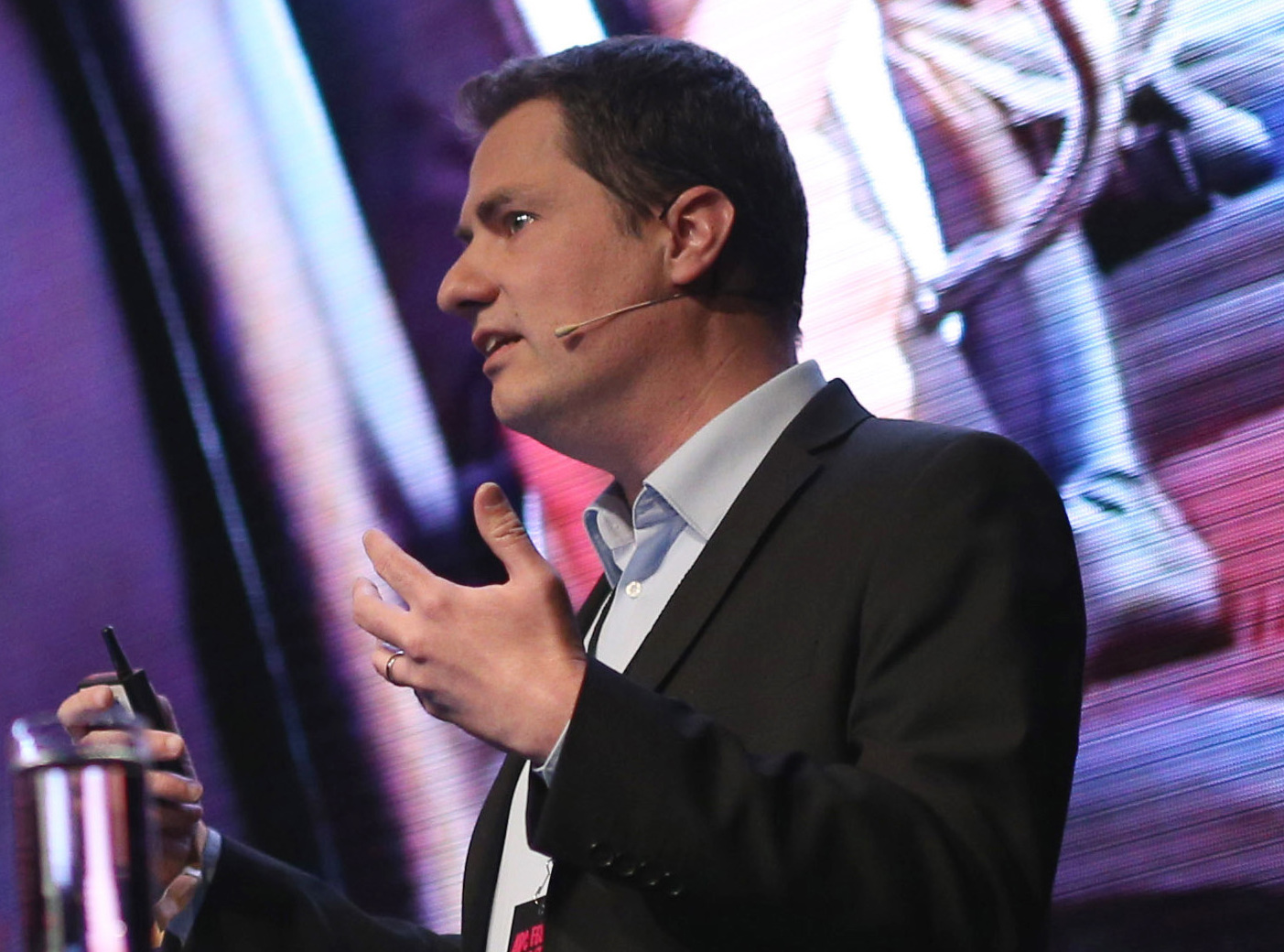
Thomas Wagner (Foto: Jörn Pollex / Getty Images)

Thomas Wagner (* 14. Mai 1977 in Kaiserslautern) ist ein deutscher Mediendesigner, Unternehmer und Hochschullehrer. Er lehrt als Professor für Virtual Design an der Hochschule Kaiserslautern.
Bekanntheit erlangte er durch seinen Einfluss auf die Freizeitpark-Branche als Erfinder von mit Virtual Reality erweiterten Fahrgeschäften wie etwa Achterbahnen und Schöpfer der entsprechenden VR-Animationen.

## Leben
Wagner diplomierte 2001 in Kommunikationsdesign an der HBK Saar, danach war er mit seiner Firma The Design Assembly GmbH und später mit seinem Label Gamesmold als Spiele- und App-Designer tätig.
2005 wurde er zum Professor für Virtual Design an die Hochschule Kaiserslautern berufen.
Anfang 2014 trat Wagner an den Achterbahnhersteller Mack Rides heran, um zu untersuchen, ob Virtual Reality Brillen auf dynamischen Fahrgeschäften eingesetzt werden könnten. Nach ersten Testfahrten im Europa-Park entwickelte er den Ansatz, Fahrgeschäfte kompatibel zu mobilen VR-Brillen zu machen, welche damals gerade erst angekündigt waren. Gemeinsam mit Mack Rides patentierte er dieses Verfahren, das die Probleme löste, die der Einsatz von kabelgebundenen PC-VR-Brillen auf einer Achterbahn mit sich gebracht hätte.
Im Mai 2015 gründeten Thomas Wagner, Michael Mack und Mack Rides das Unternehmen VR Coaster GmbH & Co. KG, mit je einem Drittel der Firmenanteile. Wagner leitet als Geschäftsführender Gesellschafter die Kreation der VR-Medien für die ausgestatteten Attraktionen.
Ende 2015 eröffnete mit dem Alpenexpress „Enzian“ die erste öffentliche Installation dieser Technologie im Europa-Park. Zahlreiche weitere Installationen folgten weltweit, neben Achterbahnen auch auf Freifalltürmen, Karussellen und Autoscootern. Wagners Projekte wurden mehrfach ausgezeichnet, unter anderem erhielt VR Coaster in 2017 den Deutschen Computerspielpreis für die beste Innovation.